# Microlipophrys dalmatinus
Microlipophrys dalmatinus — вид морських собачок, поширений у північно-східній Атлантиці (біля берегів Португалії) і Середземному морі. Сягає максимальної довжини 4,1 см.